# Il guarda bimbo
Il guarda bimbo (Tot Watchers) è un film del 1958 diretto da William Hanna e Joseph Barbera. È il centoquattordicesimo cortometraggio della serie Tom & Jerry, distribuito il 1º agosto del 1958 dalla Metro-Goldwyn-Mayer. Fu l’ultimo cortometraggio prodotto da Hanna e Barbera: a partire dal 1961 e fino all’anno successivo, infatti, i corti furono realizzati dal disegnatore ceco Gene Deitch e distribuiti dallo studio Rembrandt Films, con sede a Praga.

## Trama
Joan va a fare shopping e affida il suo neonato alla babysitter Jeannie, che si mette a chiacchierare al telefono con gli amici anziché accudire il bebè. Egli continua però a uscire dalla culla, così Tom e Jerry ogni volta lo salvano, facendo tuttavia infuriare la babysitter. Più tardi il neonato finisce in un cantiere edile; Tom e Jerry lo seguono, riuscendo a salvargli diverse volte la vita. Nel frattempo Jeannie sta sporgendo denuncia per la scomparsa del bebè, quando arrivano sul posto Tom con in braccio il neonato, seguito da Jerry. Il gatto e il topo vengono catturati dal poliziotto e condotti sulla volante, dove vengono interrogati. Il poliziotto inizialmente non ci crede che un neonato possa gattonare per strada, ma poco dopo il bebè di prima lo si vede passare per la strada.